# Chełmiec (Berg)
Der Chełmiec (deutsch Hochwald) ist ein 851 Meter hoher erloschener Vulkan westlich von Wałbrzych (Waldenburg) in der Woiwodschaft Niederschlesien, Polen. Auf dem Chełmiec stehen ein 69 Meter hoher Sendeturm in Stahlfachwerkbauweise, ein 45 Meter hohes Metallkreuz und eine Burgruine.
Gegen Ende des 19. Jahrhunderts begann man den Gipfel für touristische Aktivitäten zu erschließen und errichtete 1888 einen 22 Meter hohen Aussichtsturm aus Stein. In den 1920er und 30er Jahren erfolgten regelmäßig Autorallyes auf der Gipfelstraße. Das Gebäude des Aussichtsturms wurde nach dem Zweiten Weltkrieg in einen Fernsehturm umgewandelt. 1973 wurde hierfür ein separater 69 Meter hoher Stahlfachwerkturm als Sendeturm errichtet und der Aussichtsturm wieder für Besucher geöffnet. 1981 wurde ein Störsender zur Störung des Programms von Radio Freies Europa installiert.
Im Jahr 2000 wurde auf dem Berg ein 45 Meter hohes Stahlfachwerkkreuz errichtet. Es wurde am 23. September 2000 eingeweiht und wird nachts angestrahlt. Da das Kreuz keine Funktion hat, war seine Errichtung wegen der Kosten und der Beeinträchtigung des Landschaftsbildes umstritten.

## Trivia
Der Hochwald wird auch in der dritten Strophe des Schlesierliedes
(O, du Heimat, lieb und traut) besungen:
Wo der Hochwald stolz sein Haupt
mit des Waldes Grün umlaubt,
wo der schwarze Diamant
kommt ans Licht durch Bergmannshand:
Da bist du, mein Schlesierland.